# André Giraud Pindi Mwanza

Wappen von André Giraud Pindi Mwanza Mayala

André Giraud Pindi Mwanza Mayala (* 24. Juli 1964 in Kindomingielo, Kongo Central, Demokratische Republik Kongo) ist ein kongolesischer römisch-katholischer Geistlicher und Bischof von Matadi.

## Leben
Giraud Pindi empfing am 18. September 1994 das Sakrament der Priesterweihe für das Bistum Matadi.
Von 2019 bis 2021 war er Generalvikar des Bistums Matadi. Nach dem Rücktritt von Bischof Daniel Nlandu Mayi im März 2021 wurde er zum Apostolischen Administrator des Bistums ernannt.
Papst Franziskus ernannte ihn am 23. April 2022 zum Bischof von Matadi. Der Erzbischof von Kinshasa, Fridolin Kardinal Ambongo Besungu OFMCap, spendete ihm am 16. Juli desselben Jahres auf dem Fußballplatz Camp Redjaf in Matadi die Bischofsweihe. Mitkonsekratoren waren der Apostolische Nuntius in der Demokratischen Republik Kongo, Erzbischof Ettore Balestrero, und der Erzbischof von Kisangani, Marcel Utembi Tapa.

## Schriften
- Giraud Pindi: Méditations dominicales d’un curé de paroisse. Paris 2016. ISBN 978-2-343-08953-9 (K10plus)